# 斯洛特維納河
斯洛特維納河（烏克蘭語：Слотвина），是烏克蘭西部的河流，屬於西布格河的支流。該河流經利維夫州的佐洛奇夫區，河道全長21公里，流域面積151平方公里。